# Ismene pedunculata
Ismene pedunculata es una especie de planta bulbosa geófita perteneciente a la familia de las amarilidáceas. Es originaria de Perú.

## Taxonomía
Ismene pedunculata fue descrita por (Ker Gawl.) Herb. y publicado en Amaryllidaceae 222, t. 25, en el año 1837.
Sinonimia
- Hymenocallis macleana (Herb. ex Hook.) G.Nicholson, Ill. Dict. Gard. 2: 165. 1885.
- Hymenocallis pedunculata (Herb.) J.F.Macbr.
- Hymenocallis virescens (Lindl.) G.Nicholson, Ill. Dict. Gard. 2: 165. 1885.
- Ismene macleana Herb. ex Hook., Bot. Mag. 65: t. 3675. 1838.
- Ismene virescens Lindl., Edwards's Bot. Reg. 27: t. 12. 1841.
- Pancratium macleanum (Herb. ex Hook.) Steud., Nomencl. Bot., ed. 2, 2: 251. 1841.[2]